# Niemeyera prunifera
Niemeyera prunifera är en tvåhjärtbladig växtart som först beskrevs av Ferdinand von Mueller, och fick sitt nu gällande namn av Ferdinand von Mueller. Niemeyera prunifera ingår i släktet Niemeyera och familjen Sapotaceae.
Artens utbredningsområde är Queensland. Inga underarter finns listade i Catalogue of Life.